# Sphindus madecassus
Sphindus madecassus es una especie de coleóptero de la familia Sphindidae.

## Distribución geográfica
Habita en Madagascar.